# ألفرد تشارلز بوست
ألفرد تشارلز بوست (بالإنجليزية: Alfred Charles Post)‏ هو جراح أمريكي، ولد في 13 يناير 1806 في نيويورك في الولايات المتحدة، وتوفي بنفس المكان في 7 فبراير 1886.